# Nederlands Marionettentheater
Het Nederlands Marionettentheater is opgericht op 20 januari 1923 door Bert Brugman te Amsterdam. Hoewel eerst opererend onder de naam 'Marionettentheater de Olijftak' werd na internationaal succes het gezelschap in 1958 hernoemd tot het huidige 'Het Nederlands Marionettentheater'.

## Geschiedenis

### Oprichting
Bert Brugman besloot, geïnspireerd door de Duitse kunstenaar Paul Brann, op de zolderverdieping van het ouderlijk huis aan de Keizersgracht een theaterzaal in te richten. Met aanvulling van zangers, orkestleden en poppenspelers werden kleine opera's live uitgevoerd.
Vanaf 1930 werd het gezelschap, destijds gehuisvest in een vaste zaal in de van Breestraat, een professioneel theater. Zij speelden in toenemende mate op uitnodiging en ontwikkelde een eigen techniek. In 1945 verkreeg Bert Brugman een octrooi op de combinatie van hand- en stokpoppenspel waarmee ook mondbewegingen konden worden gemaakt.

### Successen
Na de komst van de bandrecorder was het niet meer nodig om alle uitvoeringen geheel live uit te voeren. Hiermee werd het mogelijk om ook grotere opera's uit te voeren. Het theater werd erg populair en werd uitgenodigd voor tournees naar onder meer Israël, Zwitserland, Suriname en Indonesië. Het was met Dappere Dodo pionier van de eerste Nederlandse televisieserie uitgezonden door de KRO vanaf februari 1955 tot 1965. Ook werkte het gezelschap samen met Marten Toonder aan de televisieserie van zijn stripfiguren Olivier B. Bommel en Tom Poes.

## Opvolging
In 1969 kocht Joost Brugman, zoon van Bert Brugman, zijn broers Thomas en Vincent uit en zette, samen met zijn vrouw Yvonne Witteveen, het theater voort. Tot 1999 speelden zij vele voorstellingen, mede met hulp van hun kinderen Isabel, Mariska en Roeland. Na bijna honderd jaar heeft het theatergezelschap, inmiddels onder leiding van Mariska (3e generatie), de 16.000ste voorstelling gespeeld.